# Boston Teran
Boston Teran (New York, ...) è uno scrittore statunitense autore di undici romanzi.
È nato nel South Bronx, a New York. Vive a Los Angeles.
È diventato famoso con il suo primo romanzo "Dio è un proiettile", ("God is a Bullet", 1999) un thriller noir, crudo e spietato ambientato nella California della fine del XX secolo.

## Premi e riconoscimenti
L'autore ha vinto importanti premi tra cui lo Stephen Crane Literary First Fiction Award nel 1999 e il CWA New Blood Dagger l'anno successivo per il suo primo romanzo "God is a Bullet". Ha ottenuto anche delle nomination in altre competizioni letterarie.

## Opere
- Dio è un proiettile (1999), Mondadori, God is a Bullet (1999)[2]
- L'abisso della solitudine (2005), Fanucci, Never count out the dead (2001)[3]
- The prince of deadly weapons (2002)[4]
- Trois Femmes (2006)[5]
- Giv - The Story of a Dog and America (2009)[6]
- The Creed of Violence (2010)[7]
- Gardens of Grief (2011)[8]
- The World Eve Left Us (2012)[9]
- The Cloud and the Fire (2014)[10]
- The Country I Lived In (2014)[11]
- By Your Deeds (2016)